# Искусство жизни
Фонд «Иску́сство жи́зни» (англ. The Art of Living Foundation) — международная некоммерческая (англ. nonprofit) неправительственная образовательная организация. Основа в 1981 году в Индии гуру Шри Шри Рави Шанкаром (H. H. Sri Sri Ravi Shankar).  Зарегистрирована в 1995 году в Санта-Барбаре (штат Калифорния). На 2012 год руководителем является Джеф Хук (англ. Mr. Jeff Houk).
Организация «Искусство жизни» осуществляет свою деятельность более чем в 150 странах мира.
Религиозное учение «Искусство жизни» (Art of Living) представляет собой смесь индуизма и нью-эйджа.

## Структура организации
Фонд «Искусство жизни» самопозиционируется как одна из крупнейших организаций, существующих на добровольческой основе. Международный центр «Искусства жизни» находится в Бангалоре. В мировом масштабе организация действует как Фонд «Искусство жизни», основанный в 1989 году в США и Германии. Позднее во многих странах мира были учреждены местные отделения фонда. В России «Искусство жизни» проводит свои программы с 2001 года и представлено обществом с ограниченной ответственностью «Искусство жизни». В России «Искусство жизни» осуществляет платное обучение «очищению» и «совершенствованию» в три этапа (курса).
По официальной информации, организационная структура «Искусства жизни» включает в себя Совет попечителей, действующий в течение двух лет. Две трети его членов сменяется каждые два года. Все учителя и бывшие члены совета имеют возможность баллотироваться в новый Совет. Также предусмотрена деятельность Консультативного Совета, который отслеживает и направляет деятельность организации. За финансовой отчетностью организации постоянно наблюдает внешний аудитор. Для членов Совета не предусмотрено начисление зарплаты — лишь компенсация необходимых затрат.
Большинство инструкторов и сотрудников этой организации являются добровольцами. В центре «Искусство жизни» в России на сегодняшний день насчитывается около 850 инструкторов-волонтеров, которые проводят курсы по развитию лидерских способностей, коммуникабельности, снятию напряжения и стресса.

### Деятельность фонда «Искусство жизни»
Согласно пресс-релизу 2007 года, фонд «Искусство жизни» занимается:
- обучением запатентованной Шри Шри Рави Шанкаром (H. H. Sri Sri Ravi Shankar) технике дыхания «Сударшан крийя» англ. Sudarshan Kriya;
- проводит антистрессовые курсы для людей любого возраста, а также занимается гуманитарной деятельностью (улаживание конфликтов, помощь социально незащищенным слоям населения, поддержка людям, оказавшимся в сложных жизненных ситуациях).

## Сударшан крия
Шри Шри Рави Шанкар разработал и запатентовал дыхательную технику «Сударшан Крия».
Дыхательные упражнения «Сударшан крия» относятся к технике пранаямы и практикуются для борьбы со стрессом и депрессией. Эта техника может использоваться при меланхолии для улучшения самочувствия, которое происходит, вероятно, благодаря насыщению крови кислородом при гипервентиляции лёгких.

## Гуманитарные проекты
«Искусство жизни» оказывает помощь слаборазвитым странам: строит школы, больницы, обучает молодежь профессиям. Также организация помогает пострадавшим в стихийных бедствиях и социальных конфликтах. В частности, её волонтеры оказали помощь в реабилитации пострадавших после цунами в Индонезии, теракта в Беслане, помогали в Ираке, Югославии и других горячих точках. В 2008 году организация оказывала помощь жертвам землетрясения в Китае.
В тюрьмах африканских стран «Искусство жизни» проводило недельные курсы йоги и дыхательной практики с заключёнными, с целью научить их контролировать агрессию, что по мнению авторов курса должно улучшить социальные взаимодействия среди заключённых.